# L. Oppermann
Ludvig Henrik Ferdinand Oppermann (født 7. september 1817 på Ditlevslyst ved Brahetrolleborg på Fyn, død 17. august 1883 i København) var en dansk professor og politiker.
Oppermann var student fra Odense Katedralskole i 1834. Han gik på Polyteknisk Læreanstalt i omkring et halvt år før skiftede til at studere filologi og blev cand.philol. i 1843. Han underviste på Mariboes Skole i København 1843-1846 og på Århus Katedralskole 1846-1851. Han blev lovet en stilling som skovrider af indenrigsminister P.G. Bang og tog derfor forsteksamen i 1852, men fik alligevel ikke stilling. Han blev i stedet lektor i tysk ved Københavns Universitet og fra 1855 professor. Foruden professoratet var han matematisk direktør fra Statens Livrenteanstalter 1861-1870. Han udgav flere værker om både filologi og matematik.
Oppermann var medlem af Folketinget valgt i Randers Amts 5. valgkreds (Ebeltoftkredsen) 1849-1852, men tabte valget i 1852 til O. Wiedermann. Han kom igen i Folketinget ved et suppleringsvalg afholdt efter K.C. Høiers mandatnedlæggelse i Svendborg Amts 5. valgkreds (Sønder Broby-kredsen) og var medlem fra 20. september 1854 til 1861 hvor han ikke længere genopstillede.
Han blev udnævnt til ridder af Dannebrog i 1870 og blev som matematiker medlem af Videnskabernes Selskab i 1875. Han er indenfor talteori kendt for Oppermanns formodning.